# Senato del Missouri
Il Senato del Missouri è, insieme alla Camera dei Rappresentanti, una delle due camere che compongono l’Assemblea generale del Missouri. Esso si riunisce nel Campidoglio dello Stato del Missouri.
Il Senato è composta da 34 membri, ognuno rappresentante di un distretto che comprende circa 177.770 abitanti. I senatori sono eletti ogni quattro anni per un mandato di pari durata, con un limite di due mandati (8 anni).

## Leadership del Senato
Il vice governatore del Missouri funge da Presidente del Senato, ma vota solamente se vi è parità assoluta. In sua assenza, la presidenza viene assunta dal Presidente pro tempore, eletto dal partito di maggioranza a cui segue la conferma da parte dell'intero Senato. Il Presidente pro tempore è la prima carica del Senato; i leader di maggioranza e minoranza sono eletti dai rispettivi partiti.